# Gloria (film, 1977)
Pour les articles homonymes, voir Gloria.
Pour plus de détails, voir Fiche technique et Distribution.
Gloria est un film français réalisé par Claude Autant-Lara sorti en 1977, d'après le roman de Solange Bellegarde.

## Synopsis
Des dix ans de Gloria en 1914 jusqu'au milieu des années 1920, défile le triste destin d'une femme que sauvera l'amour. C'est surtout la nostalgie du regard d'Autant-Lara sur cette époque.

## Fiche technique
- Titre original : Gloria
- Réalisation : Claude Autant-Lara
- Scénario : Claude Autant-Lara, Jean Halain, d'après un roman de Solange Bellegarde
- Décors : Max Douy
- Costumes : Rosine Delamare
- Photographie : Vladimir Ivanov
- Son : Guy Villette
- Montage : Robert Isnardon, Monique Isnardon
- Musique : Bernard Gérard
- Production : Nicolas Seydoux, Daniel Toscan du Plantier
- Production exécutive : Alain Poiré
- Sociétés de production : Production 2000, Gaumont
- Société de distribution : Gaumont
- Pays d’origine :  France
- Langue originale : français
- Format : couleur — 35 mm — son Mono
- Genre : drame
- Durée : 117 minutes
- Dates de sortie : 
  - France : 14 septembre 1977

## Distribution
- Valérie Jeannet : Gloria Laurier, une jeune danseuse de cabaret qui, lorsqu'elle avait dix ans, a juré un amour éternel à Jacques
- Sophie Grimaldi : Florence Laurier, la mère égoïste de Gloria qui se pique de théâtre
- Bernard Pinet : Piou Piou le comique troupier
- Nicole Maurey : Alice de Clermont, la femme d'Hervé, qui a transformé son hôtel particulier en antenne médicale
- Maurice Biraud : Stéphane Perreau, un critique à la dent dure, l'ami de Florence et d'Alice
- Andrée Tainsy : Estelle, la gouvernante de Gloria
- Dorothée Jemma : Lili Clape, une danseuse de cabaret, la copine de Gloria
- Alain Marcel : Jacques, le grand amour de Gloria séparé d'elle par la Guerre de 14-18
- Grégoire Aslan : le patron du cabaret
- Christian Alers : le docteur Mercier
- Robert Dalban : l'aboyeur
- Jean Martinelli : le grand-père de Jacques
- Valérie Mokhazni : Gloria Laurier enfant, qui juré à Jacques un amour éternel
- Jean-Luc Boisserie : Jacques enfant, qui juré à la petite Gloria un amour éternel
- Pierre Zimmer : Hervé de Clermont, le mari d'Alice, qui l'a quittée pour Florence, le père biologique de Gloria
- Jean Lanier : le colonel
- Jean Vinci : l'invité
- André Gaillard : le présentateur du cabaret
- Antoine Marin : l'impresario
- Raymond Loyer : le chauffeur d'Alice
- René Havard : le chauffeur de taxi qui a fait la Marne
- Marcel Azzola et Joss Baselli : les accordéonistes
- Fred Pasquali : le voyageur de l'autobus
- Béatrice Costantini
- Frédéric Pieretti
- Frédéric Révérend
- Claude d'Yd
- Marcel Gassouk
- Gisèle Grimm
- Jacques Ramade
- Arch Taylor

## Accueil
« Gloria est un mélo comme on n'en fait plus. Comme même des réalisateurs de feuilletons télé n'osent plus en faire depuis dix ans. (...) le film accumule toutes les caractéristiques inhérentes au genre, tant au plan cinématographique (...) que dramatique.

Le charme aurait pu opérer (...). Mais des dialogues qui sonnent faux (...), des acteurs souvent mal dirigés (...) et quelques séquences grotesques (...) font de Gloria un film indéfendable. »

— Marie-Line Dorget, "La Saison Cinématographique 1978"